# Ołeh Ratij
Ołeh Borysowycz Ratij, ukr. Олег Борисович Ратій, ros. Олег Борисович Ратий, Oleg Borisowicz Ratij (ur. 5 lipca 1970 w Charkowie) – ukraiński piłkarz, grający na pozycji obrońcy, trener piłkarski.

## Kariera piłkarska

### Kariera klubowa
Wychowanek Szkoły Sportowej Nr 7 w Charkowie. W 1991 rozpoczął karierę piłkarską w miejscowym Majaku Charków, który po roku zmienił nazwę na Olimpik Charków. Latem 1992 przeszedł do Krystału Czortków. Od 1993 do 2005 występował w klubach Awtomobilist Sumy, Kremiń Krzemieńczuk, Worskła Połtawa, Hirnyk-Sport Komsomolsk, Metałurh Zaporoże, Metałurh-2 Zaporoże, SDJuSzOR-Metałurh Zaporoże, FK Ołeksandrija, Nywa Winnica, MFK Mikołajów i Wołyń Łuck. W 2006 został piłkarzem Desny Czernihów, w którym zakończył karierę piłkarską.

## Kariera trenerska
Po zakończeniu kariery piłkarza, jesienią 2006 rozpoczął pracę szkoleniową w sztabie trenerskim IhroSerwis Symferopol, którym kierował Ołeh Łutkow. W maju 2007 objął stanowisko głównego trenera klubu Hirnyk-Sport Komsomolsk. W lipcu 2008 zmienił klub na Arsenał-2 Charków. 14 sierpnia 2008 został zaproszony do sztabu szkoleniowego Stali Dnieprodzierżyńsk. W 2009 pracował jako asystent trenera Serhija Kowalcia w FK Ołeksandrija. Następnie pomagał Kowalciu w klubach Obołoń Kijów, Tatran Preszów i Metałurh Zaporoże. Od 26 grudnia 2012 do 18 grudnia 2015 był asystentem Kowalcia w młodzieżowej reprezentacji Ukrainy. 4 marca 2017 został mianowany na stanowisko głównego trenera Bukowyny Czerniowce, z którą pracował do 4 czerwca 2017. 1 sierpnia 2017 rozpoczął pracę jako asystent trenera w klubie Inhułeć-2 Petrowe.

## Sukcesy i odznaczenia

### Sukcesy klubowe
- mistrz Pierwszej Ligi Ukrainy: 1995/96
- mistrz Drugiej Ligi Ukrainy: 2005/06
- brązowy medalista Drugiej Ligi Ukrainy: 2004/05